# Sörbo södras naturreservat
Sörbo södras naturreservat är ett naturreservat i Heby kommun i Uppsala län.
Området är naturskyddat sedan 2009 och är 29 hektar stort. Reservatet består av barrskog och tallmossar med myrtallar. 